# Мессьє 58
Мессьє 58 (M58, інші позначення -NGC 4579,IRAS12351 +1205,UGC 7796,ZWG 70.197,MCG 2-32-160,VCC 1727,PGC 42168) — галактика у сузір'ї Діва.
Цей об'єкт входить у число перерахованих в оригінальній редакції нового загального каталогу.

## Відкриття
Відкривачем цього об'єкта є Шарль Мессьє, який вперше спостерігав за об'єктом 15 квітня 1779.

## Спостереження

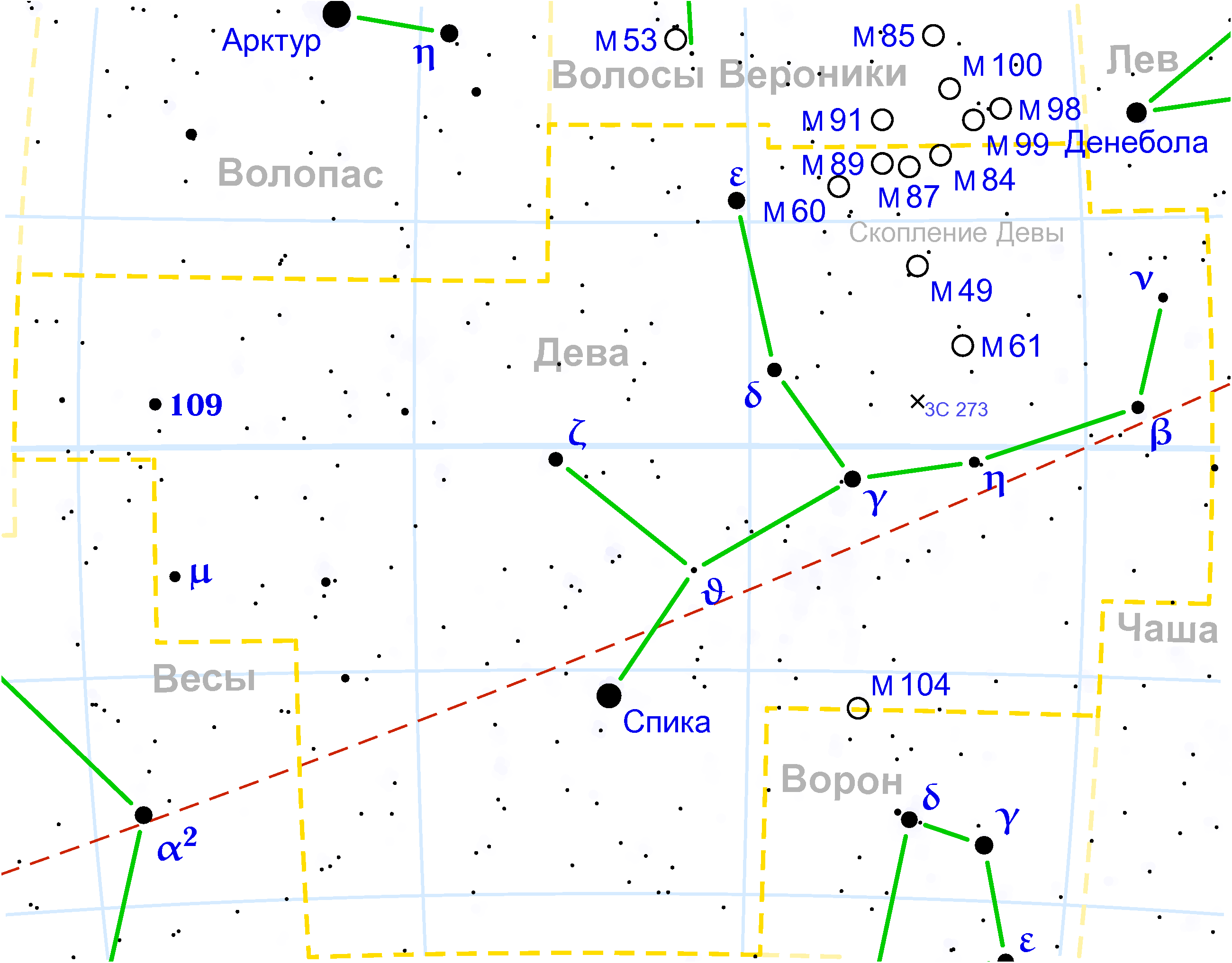
М58 в сузір'ї Діви

Ця перекреслена галактика — член знаменитого скупчення галактик в Діві. Її видно в невеликий аматорський телескоп як дифузний овал з сильно розмитими спадаючими нанівець краями. Весняної ночі її неважко знайти приблизно в двох градусах на північний захід від ρ Діви — між парою M60 / M59 і центром скупчення M87.
У аматорський телескоп середньої апертури 150—200 мм можна помітити натяк на ядро. А «боковим зором» зазначається протяжне овальне гало. У 8 кутових хвилинах на захід від центру галактики розташована зірка 8m.

### Сусіди по небу з каталогу Мессьє
- M59 і M60 — (в півтора градусах на схід) пара еліптичних галактик;
- M89 і M90 — (приблизно в градусі на північ) не дуже яскраві еліптична і спіральна галактики;
- M87 — (на північний захід в центрі скупчення галактик) Діва А, гігантська галактика;
- M49 — (на південь) ще одна гігантська галактика, найяскравіша в скупченні

### Послідовність спостереження в «Марафоні Мессьє»
… М60 → М59 →М58 → М89 → М90 …

## Навігатори
Координати:  12г 37м 43.5с, +11° 49′ 05″

| ◄ NGC 4575 \| NGC 4576 \| NGC 4577 \| NGC 4578 \| NGC 4579 \| NGC 4580 \| NGC 4581 \| NGC 4582 \| NGC 4583 ► |